# Downey (Idaho)
Downey es una ciudad ubicada en el condado de Bannock en el estado estadounidense de Idaho. En el año 2010 tenía una población de 625 habitantes y una densidad poblacional de 250 personas por km².

## Geografía
Downey se encuentra ubicado en las coordenadas 42°25′46″N 112°7′21″O / 42.42944, -112.12250. Según la Oficina del Censo, la localidad tiene un área total de 2,5 km² (1 mi²), de la cual 2,5 km² (1 mi²) es tierra y 0 km² (0 mi²) (0.0%) es agua.

## Demografía
En el 2000 la renta per cápita promedia del hogar era de $26,667, y el ingreso promedio para una familia era de $34,432. En 2000 los hombres tenían un ingreso per cápita de $30,781 contra $20,500 para las mujeres. El ingreso per cápita para la localidad era de $11,908. Alrededor del 18.6% de la población estaba bajo el umbral de pobreza nacional.